# Samsung Galaxy S5
Samsung Galaxy S5 (SM-G900F, SM-G900H) — смартфон пятого поколения линейки Galaxy S, анонсированный компанией Samsung Electronics 25 февраля 2014 года на MWC в Барселоне. Поступил в продажу 11 апреля 2014 года в 125 странах.
От своего предшественника, Samsung Galaxy S4, эта модель отличается новым дизайном задней панели, дисплеем большего размера с лучшими характеристиками, 16-мегапиксельной основной камерой, наличием сканера отпечатка пальца и датчика пульса, а также новыми программными функциями. Также модель получила сертификацию IP67 (пыленепроницаемый и влагозащищённый).

## Внешнее оформление
Дизайн модели схож с дизайном предшественника, с некоторыми изменениями. Корпус Galaxy S5, доступный в четырёх вариантах цветов (чёрный, белый, золотой и синий), обладает текстурированной под кожу поверхностью. Диагональ экрана составляет 5,1 дюйма, а размеры — 142 × 72,5 мм при толщине 8,2 мм.

## Технические данные

### Аппаратное обеспечение
Смартфон обладает четырёхъядерным процессором Qualcomm Snapdragon 801 с частотой 2,5 ГГц, архитектура Krait 400. Графический ускоритель Adreno 330 (578 МГц) — поддержка UltraHD 4K. Существует также вариант с четырёхъядерным процессором Samsung Exynos 5422 (2,1 ГГц), а также восьмиядерная версия с процессорами ARM Cortex-A15 (1,9 ГГц) и ARM Cortex-A7 (1,3 ГГц). Оперативная память составляет 2 ГБ (32-битная двухканальная 933 МГц LPDDR3 (14,9 ГБ/сек). Аппарат обладает 16 ГБ постоянной встроенной памяти (доступно около 7,5 ГБ), также есть слот microSD (до 128 ГБ). Имеются подключения Wi-Fi 802.11 a/b/g/n/ac, NFC, Bluetooth 4.0, USB 3.0, также можно использовать смартфон как пульт дистанционного управления (ИК-порт). Ещё одной отличительной особенностью является одновременный приём данных по протоколам LTE и Wi-Fi. Аккумулятор — 2800 мА·ч.
Так же, как и в предыдущих флагманских моделях Samsung Galaxy — S III и S4 — в Galaxy S5 используется дисплей, выполненный по технологии Super AMOLED HD, отличающийся от предшественника размерами (5,1 дюйма против 4,99). Дисплей телефона обладает показателем плотности пикселей 432 ppi (точек на дюйм).
Защитное стекло - Gorilla Glass 3
В модель встроен ряд новых для серии датчиков — для измерения пульса и сканирования отпечатка пальца.
Основная камера — на 16 МП с поддержкой записи видео в формате 4К (30к/с до 5 минут); 2,1 МП (1920х1080 широкоугольный объектив) — фронтальная.

### Программное обеспечение
Операционной системой «из коробки» Samsung Galaxy S5 является Android версии 4.4.2 «KitKat» с пользовательским интерфейсом от Samsung TouchWiz.
В декабре 2014 года для модели SM-G900F в Польше вышло официальное обновление до Android 5.0 Lollipop.